# Arroyo Durazno
Der Arroyo Durazno ist ein Fluss in Uruguay.
Er entspringt nordöstlich von Juan José Castro und östlich der in der Nähe verlaufenden Ruta 14. Von dort fließt er auf dem Gebiet des Departamento Flores in östliche Richtung. Er mündet als linksseitiger Nebenfluss in den Arroyo del Tala.